# Chad Hedrick
Chad Hedrick (* 17. dubna 1977 Spring, Texas) je bývalý americký inline bruslař a rychlobruslař.
Na rychlobruslařském oválu se na mezinárodních závodech poprvé objevil na začátku roku 2003 v závodech Světového poháru, na Mistrovství světa na jednotlivých tratích se toho roku umístil na páté příčce v závodě na 5000 m. V roce 2003 již vyhrál vícebojařský světový šampionát a na Mistrovství světa na jednotlivých tratích vybojoval zlatou (5000 m) a bronzovou (10 000 m) medaili. Téměř stejnou sbírku cenných kovů získal i následující rok, pouze místo zlata si z víceboje přivezl stříbro. V sezóně 2005/2006 celkově triumfoval ve Světovém poháru v závodech na 1500 m a na dlouhých tratích, na Zimních olympijských hrách 2006 si dobruslil pro kompletní sbírku medailí: zlato na 5000 m, stříbro na 10 000 m a bronz na 1500 m; dále byl shodně šestý na 1000 m a ve stíhacím závodě družstev. V následujících letech již na mistrovstvích světa žádný cenný kov nezískal, nejlepším umístěním byla čtvrtá místa na Mistrovství světa ve víceboji 2008 a na trati 1500 m na Mistrovství světa na jednotlivých tratích 2009. Startoval na zimní olympiádě 2010, což byly také jeho poslední rychlobruslařské závody. Ve Vancouveru získal dvě medaile, stříbro ze závodu družstev a bronz z distance 1000 m (další výsledky: 6. místo na 1500 m a 11. místo na 500 m).
Jako inline bruslař vyhrál americké i světové šampionáty.
V roce 2004 obdržel cenu Oscara Mathisena.